# Europapokal der Pokalsieger (Handball) 1978/79
Der Europapokal der Pokalsieger 1978/79 war die vierte Austragung des Wettbewerbs für europäische Handball-Pokalsieger. Die 26 teilnehmenden Mannschaften qualifizierten sich in ihren Heimatländern über den nationalen Pokalwettbewerb für den von der Internationalen Handballföderation (IHF) organisierten Europapokal. Der Titelverteidiger VfL Gummersbach war automatisch qualifiziert und konnte im Finale gegen den ostdeutschen Vertreter SC Magdeburg seinen Titel verteidigen (15:18, 15:11). Überschattet wurde der Wettbewerb durch den folgenschweren Unfall von Joachim Deckarm im Halbfinalrückspiel in Tatabánya.

## Finalrunde

### Erste Runde
|                          | Gesamt |                     | Hinspiel | Rückspiel |
| ------------------------ | ------ | ------------------- | -------- | --------- |
| KV Mechelen              | 41:46  | TV Hüttenberg       | 22:27    | 19:19     |
| HB Dudelange             | 37:49  | Dumphouse-Blauw Wit | 23:30    | 14:19     |
| Cividin Trieste          | 45:56  | Tatra Kopřivnice    | 22:21    | 23:35     |
| Grasshopper Club Zürich  | 34:39  | UHK Krems           | 16:17    | 18:22     |
| Maccabi Arazim Ramat Gan | 27:48  | HC Minaur Baia Mare | 16:26    | 11:22     |
| Trakia Plowdiw           | 45:62  | MAI Moskau          | 23:29    | 22:33     |
| Fjellhammer IL           | 31:34  | Aalborg HK          | 14:17    | 17:17     |
| Riihimäki Cocks          | 40:61  | IFK Ystad HK        | 24:27    | 16:34     |
| Halewood Forum           | (a)    | Víkingur Reykjavík  | 24:27    | —         |
| Belenenses Lissabon      | 37:58  | Atlético Madrid     | 19:28    | 18:30     |

Die übrigen Vereine (SC Magdeburg, RK Medveščak, Hutnik Kraków, Tatabánya Bányász, Saint-Martin-d’Hères und Titelverteidiger VfL Gummersbach) zogen durch ein Freilos automatisch ins Achtelfinale ein.

### Achtelfinale
|                     | Gesamt |                      | Hinspiel | Rückspiel |
| ------------------- | ------ | -------------------- | -------- | --------- |
| Dumphouse-Blauw Wit | 38:49  | TV Hüttenberg        | 19:18    | 19:31     |
| HC Minaur Baia Mare | 55:40  | Aalborg HK           | 31:19    | 24:21     |
| SC Magdeburg        | 49:41  | Atlético Madrid      | 24:16    | 25:25     |
| RK Medveščak        | 47:52  | Hutnik Kraków        | 22:27    | 25:25     |
| UHK Krems           | 49:60  | MAI Moskau           | 22:29    | 27:31     |
| Tatabánya Bányász   | 55:39  | Saint-Martin-d’Hères | 33:17    | 22:22     |
| VfL Gummersbach     | 34:23  | Tatra Kopřivnice     | 19:11    | 15:12     |
| Víkingur Reykjavík  | 48:46  | IFK Ystad HK         | 24:23    | 24:23     |

### Viertelfinale
|                   | Gesamt   |                     | Hinspiel | Rückspiel |
| ----------------- | -------- | ------------------- | -------- | --------- |
| MAI Moskau        | 33:33(A) | VfL Gummersbach     | 20:20    | 13:13     |
| TV Hüttenberg     | 41:47    | HC Minaur Baia Mare | 22:23    | 19:24     |
| Tatabánya Bányász | (b)      | Víkingur Reykjavík  |          |           |
| Hutnik Kraków     | 41:47    | SC Magdeburg        | 23:22    | 18:25     |

### Halbfinale
In der 23. Spielminute des Rückspiels zwischen dem VfL Gummersbach und Tatabánya Bányász am 30. März 1979 verunglückte der Gummersbacher Spieler Joachim Deckarm schwer. Bei einem Tempogegenstoß stieß er mit seinem ungarischen Gegenspieler Lajos Pánovics unglücklich zusammen und fiel zu Boden. Dabei stürzte er mit seinem Kopf ungebremst auf den nur mit einer dünnen PVC-Schicht überzogenen Betonboden, sodass er einen doppelten Schädelbasisbruch, einen Hirnhautriss und schwere Gehirnquetschungen davontrug. Deckarm erwachte erst 131 Tage später wieder aus dem Koma. Durch die Hirnschädigungen war er motorisch stark beeinträchtigt, hatte die Fähigkeit zu sprechen eingebüßt und ist seither auf einen Rollstuhl angewiesen.
|                 | Gesamt |                     | Hinspiel | Rückspiel |
| --------------- | ------ | ------------------- | -------- | --------- |
| VfL Gummersbach | 39:31  | Tatabánya Bányász   | 18:10    | 21:21     |
| SC Magdeburg    | 49:45  | HC Minaur Baia Mare | 27:19    | 22:26     |

### Finale
Das Hinspiel fand am 5. Mai 1979 in der Magdeburger Hermann-Gieseler-Halle und das Rückspiel am 13. Mai 1979 in der Dortmunder Westfalenhalle statt.
|              | Gesamt |                 | Hinspiel | Rückspiel |
| ------------ | ------ | --------------- | -------- | --------- |
| SC Magdeburg | 29:30  | VfL Gummersbach | 18:15    | 11:15     |

#### Hinspiel
| SC Magdeburg | SC Magdeburg | VfL Gummersbach | VfL Gummersbach |
| | Hinspiel Samstag, 5. Mai 1979, 16:00 Uhr in Magdeburg (Hermann-Gieseler-Halle) Ergebnis: 18:15 (11:7) Zuschauer: 2.000 (ausverkauft) Schiedsrichter: Marki, Fülöp ( Ungarn)                                                     |                 |                 |
| Wieland Schmidt, Thomas Gethe – Reinhard Schütte (3), Ingolf Wiegert, Helmut Kurrat, Hartmut Krüger (9/7) , Udo Rothe (3), Günter Dreibrodt (2/1), Manfred Pfeifer, Reiner Baumgart, Harry Jahns (1), Manfred Hoppe, Rainer Jahns Trainer: Klaus Miesner | Rudi Rauer, Valentin Markser – Heiner Brand (3) , Uli Pohl, Klaus Schlagheck, Dirk Rauin, Thomas Krokowski (1), Gerd Rosendahl, Klaus Westebbe (1), Erhard Wunderlich (8/3), Claus Fey (2), Frank Dammann Trainer: Zlatan Siric |                 |                 |

#### Rückspiel
Rosendahl erzielte wenige Sekunden vor der Schlusssirene den Treffer zum 15:11, der das Spiel endgültig entschied und die Anwendung der Auswärtstorregel (ebenfalls zugunsten der Gummersbacher) verhinderte.
| VfL Gummersbach | VfL Gummersbach | SC Magdeburg | SC Magdeburg |
| | Rückspiel Sonntag, 13. Mai 1979, 17:15 Uhr in Dortmund (Westfalenhalle) Ergebnis: 15:11 (8:6) Zuschauer: 12.000 (ausverkauft) Schiedsrichter: Nilsson, Lundin ( Schweden)                                                                      |              |              |
| Rudi Rauer, Valentin Markser – Heiner Brand (1) , Uli Pohl (1), Klaus Schlagheck, Dirk Rauin, Thomas Krokowski (1), Gerd Rosendahl (1), Klaus Westebbe (2), Erhard Wunderlich (5/5), Claus Fey (4), Frank Dammann Trainer: Zlatan Siric | Wieland Schmidt, Thomas Gethe – Reinhard Schütte, Ingolf Wiegert (1), Helmut Kurrat, Hartmut Krüger (6/6) , Udo Rothe, Günter Dreibrodt (4), Manfred Pfeifer, Reiner Baumgart, Harry Jahns, Manfred Hoppe, Rainer Jahns Trainer: Klaus Miesner |              |              |